# Espineta de Beccari
L'espineta de Beccari (Sericornis beccarii) és una espècie d'ocell de la família dels acantízids (Acanthizidae).

## Hàbitat i distribució
Habita al sotabosc espés de les illes Aru, sud de Nova Guinea i nord de Queensland.

## Taxonomia
Ha estat considerat coespecífic amb l'espineta becuda (S. magnirostra) però avui es considera una espècie diferent.